# Lea Laven
Lea Laven (Haukipudas, 19 juni 1948) is een Finse zangeres van populair repertoire.
Haar meest bekende liederen zijn "Tumma nainen", "Ei oo, ei tuu", en "Nyt kun oot mennyt".
Haar carrière begon in 1969. Ze is een van de best verkopende iskelmä-zangers aller tijden.